# Rubén Tufiño
Rubén Darío Tufiño Schwenk (Santa Cruz de la Sierra, 9 gennaio 1970) è un ex calciatore boliviano, di ruolo centrocampista.

## Carriera

### Club
Rubén inizia a giocare nelle giovanili dell'Academia Tahuichi, ai quali viene richiesto per giocare con il South Carolina. Dopo essere uscito dal college, decide di continuare la sua carriera come calciatore e, nel 1995, ritorna in Bolivia per giocare nell'Oriente Petrolero. Dopo due buone stagioni all'Oriente, passa al Blooming dove vince per due volte il Campionato Nazionale (1998 e 1999). Torna quindi all'Oriente Petrolero nel 2000, per poi tornare, l'anno seguente, al Blooming. Nel 2002, Rubén firma per il Club Bolívar di La Paz, dove gioca per due anni e vince altri due Campionati. Gioca poi un anno per gli Strongest, prima di fare un ultimo anno nel Blooming e finire, nel 2006, la sua carriera.

### Nazionale
Ha giocato anche per la Nazionale Boliviana, per la quale è sceso in campo 36 volte tra il 1995 e il 2004, segnando anche un goal.